# Кларкс (Небраска)
Кларкс (англ. Clarks) — селище (англ. village) в США, в окрузі Меррік штату Небраска. Населення — 344 особи (2020).

## Географія
Кларкс розташований за координатами 41°12′59″ пн. ш. 97°50′22″ зх. д. / 41.21639° пн. ш. 97.83944° зх. д. (41.216269, -97.839488).  За даними Бюро перепису населення США в 2010 році селище мало площу 0,81 км², уся площа — суходіл.

## Демографія
Згідно з переписом 2010 року, у селищі мешкало 369 осіб у 145 домогосподарствах у складі 105 родин. Густота населення становила 454 особи/км².  Було 167 помешкань (205/км²).
Расовий склад населення:
| - 94,9 % — білих - 0,8 % — азіатів - 0,3 % — корінних американців - 1,6 % — осіб інших рас |

До двох чи більше рас належало 2,4 %. Частка іспаномовних становила 4,1 % від усіх жителів.
За віковим діапазоном населення розподілялося таким чином: 28,5 % — особи молодші 18 років, 55,8 % — особи у віці 18—64 років, 15,7 % — особи у віці 65 років та старші. Медіана віку мешканця становила 39,2 року. На 100 осіб жіночої статі у селищі припадало 89,2 чоловіків;  на 100 жінок у віці від 18 років та старших — 92,7 чоловіків також старших 18 років.
Середній дохід на одне домашнє господарство  становив 52 899 доларів США (медіана — 43 333), а середній дохід на одну сім'ю — 56 873 долари (медіана — 46 667). Медіана доходів становила 34 286 доларів для чоловіків та 37 917 доларів для жінок. За межею бідності перебувало 12,7 % осіб, у тому числі 28,6 % дітей у віці до 18 років та 3,4 % осіб у віці 65 років та старших.
Цивільне працевлаштоване населення становило 204 особи. Основні галузі зайнятості: освіта, охорона здоров'я та соціальна допомога — 28,4 %, виробництво — 19,1 %, будівництво — 8,3 %, роздрібна торгівля — 7,4 %.